# Oligoclada mortis
Oligoclada mortis là loài chuồn chuồn trong họ Libellulidae. Loài này được Pinto & Lamas mô tả khoa học đầu tiên năm 2011.